# Slag bij Achelous (917)

De Slag bij Achelous vond plaats op 20 augustus 917 en was een onderdeel van de Byzantijns-Bulgaarse oorlogen.

## Achtergrond
Na de Slag bij Bulgarophygon in 896 waren de Byzantijnen gedwongen en vredesverdrag te ondertekenen en een tribuut te betalen aan de Bulgaren. Zo lang keizer Leo VI van Byzantium leefde werd het verdrag nageleefd. Na zijn dood in 912 zegde zijn broer en opvolger Alexander het verdrag op, een oorlogsverklaring. In 913 viel Simeon I van Bulgarije Byzantium binnen, nieuwe onderhandelingen werden opgestart onder leiding van patriarch Nicolaas de Mysticus. Naast het betalen van tribuut eiste Simeon dat de zoon van Leo VI, Constantijn VII Porphyrogennetos, zou trouwen met zijn dochter en dat de Byzantijnen hem zouden aanspreken met de titel tsaar.
In 914 greep Zoë Karbonopsina, de moeder van Constantijn VII, de macht en zegde het verdrag op. Als tegenmaatregel veroverde Simeon Adrianopel. Beide partijen bereidden zich voor op een directe confrontatie. De Bulgaren zochten steun bij de Petsjenegen, de Byzantijnen bij de Magyaren.

## Slag
Onder leiding van Leo Phokas de Oudere ter land en Romanos I Lekapenos ter zee viel Byzantium Bulgarije binnen. Simeon leidde zelf zijn troepen. Zijn opstelling bestond uit twee sterke zijflanken en een zwak middenveld met daarachter verborgen, zijn cavalerie. De Byzantijnen hadden al snel overwicht in het midden en door hun enthousiasme verbrokkelde hun samenhang. Eenmaal de chaos compleet viel Simeon aan en werden de Byzantijnen ingesloten. Vele Byzantijnse soldaten en officieren sneuvelden, Leo Phokas kon op het nippertje ontsnappen en de vloot bereiken.

## Vervolg
Simeon volgde zijn overwinning op en versloeg Leo Phokas voor een tweede maal tijdens de Slag bij Katasyrtai. Simeon hernieuwde zijn eisen. Het huwelijk tussen Constantijn VII en zijn dochter kwam er niet. Romanos I Lekapenos greep de macht en huwde zijn eigen dochter Helena Lekapene uit aan Constantijn. Simeon verlegde zijn aandacht naar Petar Gojniković, grootžupan van Servië, die hem tijdens het conflict in de steek liet.